# Eschach
Eschach är en kommun och ort i Ostalbkreis i regionen Ostwürttemberg i Regierungsbezirk Stuttgart i förbundslandet Baden-Württemberg i Tyskland.
Kommunen ingår i kommunalförbundet Leintal-Frickenhofer Höhe tillsammans med kommunerna Göggingen, Iggingen, Leinzell, Obergröningen och Schechingen.